# Deutsche Alpine Skimeisterschaften 2008
Die Deutschen Alpinen Skimeisterschaften 2008 fanden vom 18. bis 30. März 2008 in Rottach-Egern und im italienischen Sarntal statt. Abfahrt, Super G und Super-Kombination wurden im Sarntal ausgetragen, Riesenslalom und Slalom in Rottach-Egern.

## Herren

### Abfahrt
| Platz | Name                      | Zeit        |
| ----- | ------------------------- | ----------- |
| 01    | Hannes Wagner             | 1:26,85 min |
| 02    | Peter Strodl              | 1:27,06 min |
| 03    | Johannes Stehle           | 1:27,16 min |
| 04    | Tobias Stechert           | 1:27,24 min |
| 05    | Andreas Strodl            | 1:27,27 min |
| 06    | Aaron Hofer (ITA)         | 1:28,12 min |
| 07    | Philipp Zepnik            | 1:28,22 min |
| 08    | Peter-Edwin Whelan (GBR)  | 1:28,52 min |
| 09    | Brenton Fetterplace (AUS) | 1:28,54 min |
| 010   | Anton Resenberger         | 1:28,73 min |

Datum: 27. März 2008

Ort: Sarntal

### Super-G
| Platz | Name                      | Zeit        |
| ----- | ------------------------- | ----------- |
| 01    | Hannes Wagner             | 1:18,29 min |
| 02    | Timo Brüderl              | 1:18,56 min |
| 03    | Peter Strodl              | 1:18,73 min |
| 04    | Stepan Zuev (RUS)         | 1:18,74 min |
| 05    | Andreas Strodl            | 1:18,75 min |
| 06    | Benjamin Griffin (NZL)    | 1:18,83 min |
| 07    | Dmitri Uljanow (RUS)      | 1:18,85 min |
| 08    | Brenton Fetterplace (AUS) | 1:18,96 min |
| 09    | Johannes Stehle           | 1:19,16 min |
| 010   | Philipp Zepnik            | 1:19,69 min |

Datum: 29. März 2008

Ort: Sarntal

### Riesenslalom
| Platz | Name                                 | Zeit        |
| ----- | ------------------------------------ | ----------- |
| 01    | Felix Neureuther                     | 2:34,23 min |
| 02    | Björn Sieber (AUT)                   | 2:35,16 min |
| 03    | Sandro Viletta (SUI)                 | 2:35,35 min |
| 04    | Philipp Schmid                       | 2:35,59 min |
| 05    | Fritz Dopfer                         | 2:35,66 min |
| 06    | Peter Strodl                         | 2:36,19 min |
| 07    | Matthias Mayer (AUT)                 | 2:36,21 min |
| 08    | Andreas Sander                       | 2:36,28 min |
| 09    | Cristian Javier Simari Birkner (ARG) | 2:36,39 min |
| 010   | Marco Fuchs (AUT)                    | 2:36,41 min |

Datum: 18. März 2008

Ort: Rottach-Egern

### Slalom
| Platz | Name                   | Zeit        |
| ----- | ---------------------- | ----------- |
| 01    | Kryštof Krýzl (CZE)    | 1:14,69 min |
| 02    | Filip Trejbal (CZE)    | 1:14,96 min |
| 03    | Sandro Viletta (SUI)   | 1:15,00 min |
| 04    | Felix Neureuther       | 1:15,02 min |
| 05    | Kilian Albrecht (BUL)  | 1:15,08 min |
| 06    | Patrick Bechter (AUT)  | 1:15,19 min |
| 07    | Andreas Omminger (AUT) | 1:15,24 min |
| 08    | Lars Elton Myhre (NOR) | 1:15,46 min |
| 09    | Christian Wanninger    | 1:15,66 min |
| 010   | Dave Ryding (GBR)      | 1:15,90 min |
| 011   | Markus Vogel (SUI)     | 1:15,97 min |
| 012   | Fritz Dopfer           | 1:16,10 min |

Datum: 19. März 2008

Ort: Rottach-Egern

### Super-Kombination
| Platz | Name                       | Zeit        |
| ----- | -------------------------- | ----------- |
| 01    | Hannes Wagner              | 1:54,56 min |
| 01    | Stepan Zuev (RUS)          | 1:54,56 min |
| 03    | Christian Steinbacher      | 1:54,86 min |
| 04    | Brenton Fetterplace (AUS)  | 1:54,87 min |
| 05    | Dmitri Uljanow (RUS)       | 1:54,94 min |
| 06    | Timo Brüderl               | 1:55,01 min |
| 07    | Alexandr Khoroshilov (RUS) | 1:55,16 min |
| 08    | Peter Strodl               | 1:55,31 min |
| 09    | Dominik Stehle             | 1:55,33 min |
| 010   | Benjamin Griffin (NZL)     | 1:55,36 min |

Datum: 29. März 2008

Ort: Sarntal

## Damen

### Abfahrt
| Platz | Name               | Zeit        |
| ----- | ------------------ | ----------- |
| 01    | Gina Stechert      | 1:29,99 min |
| 02    | Fanny Chmelar      | 1:30,16 min |
| 03    | Isabelle Stiepel   | 1:30,26 min |
| 04    | Theresia Jocher    | 1:31,44 min |
| 05    | Ricarda Kraus      | 1:31,46 min |
| 06    | Carolin Fernsebner | 1:32,05 min |
| 07    | Nicola Schmid      | 1:32,34 min |
| 08    | Lena Dürr          | 1:32,56 min |
| 09    | Monica Hübner      | 1:32,59 min |
| 010   | Iris Dorsch        | 1:33,40 min |

Datum: 27. März 2008

Ort: Sarntal

### Super-G
| Platz | Name                | Zeit        |
| ----- | ------------------- | ----------- |
| 01    | Viktoria Rebensburg | 1:20,17 min |
| 02    | Gina Stechert       | 1:20,20 min |
| 03    | Monika Springl      | 1:20,44 min |
| 04    | Fanny Chmelar       | 1:20,65 min |
| 05    | Susanne Riesch      | 1:21,19 min |
| 06    | Lena Dürr           | 1:21,27 min |
| 07    | Theresia Jocher     | 1:21,32 min |
| 08    | Carolin Fernsebner  | 1:21,35 min |
| 09    | Nicola Schmid       | 1:21,37 min |
| 010   | Helena Rauch        | 1:21,43 min |

Datum: 29. März 2008

Ort: Sarntal

### Riesenslalom
| Platz | Name                | Zeit        |
| ----- | ------------------- | ----------- |
| 01    | Viktoria Rebensburg | 2:27,04 min |
| 02    | Gina Stechert       | 2:28,00 min |
| 03    | Maria Riesch        | 2:28,06 min |
| 04    | Monika Springl      | 2:30,01 min |
| 05    | Fanny Chmelar       | 2:30,11 min |
| 06    | Lena Dürr           | 2:30,31 min |
| 07    | Mizue Hoshi (JPN)   | 2:30,32 min |
| 08    | Stefanie Riml (AUT) | 2:30,40 min |
| 09    | Katharina Dürr      | 2:30,51 min |
| 010   | Carolin Fernsebner  | 2:30,70 min |

Datum: 19. März 2008

Ort: Rottach-Egern

### Slalom
| Platz | Name                       | Zeit        |
| ----- | -------------------------- | ----------- |
| 01    | Monika Bergmann-Schmuderer | 1:17,65 min |
| 02    | Carolin Fernsebner         | 1:18,37 min |
| 03    | Fanny Chmelar              | 1:18,85 min |
| 04    | Lene Løseth (NOR)          | 1:19,29 min |
| 05    | Katharina Dürr             | 1:19,41 min |
| 06    | Aline Bonjour (SUI)        | 1:19,43 min |
| 07    | Monica Hübner              | 1:19,66 min |
| 08    | Anne Marie Müller (NOR)    | 1:19,84 min |
| 09    | Kathrin Hölzl              | 1:19,94 min |
| 010   | Barbara Wirth              | 1:20,24 min |

Datum: 18. März 2008

Ort: Rottach-Egern

### Super-Kombination
| Platz | Name                | Zeit        |
| ----- | ------------------- | ----------- |
| 01    | Fanny Chmelar       | 1:54,39 min |
| 02    | Gina Stechert       | 1:54,40 min |
| 03    | Monika Springl      | 1:54,62 min |
| 04    | Susanne Riesch      | 1:54,72 min |
| 05    | Christina Geiger    | 1:55,18 min |
| 05    | Viktoria Rebensburg | 1:55,18 min |
| 07    | Kathrin Hölzl       | 1:55,24 min |
| 08    | Katharina Dürr      | 1:55,49 min |
| 09    | Nicola Schmid       | 1:55,81 min |
| 010   | Isabelle Stiepel    | 1:55,86 min |

Datum: 28. März 2008

Ort: Sarntal

## Anmerkung
1. 1 2 3 4 5 6 7 8 9 10 11 12 13 14  Ausländische Teilnehmer erhielten keine Medaillen.